# Сара Керріган
Сара Луїза Керріган (англ. Sarah Louise Kerrigan), самопроголошена Королева Клинків (англ. Queen of Blades) — головний персонаж і одна з протагоністів, пізніше антагоністів, серії відеоігор і романів серії StarCraft від Blizzard Entertainment. Початково - терранська жінка-спецпризначенець, пізніше - гібрид людини і зерга, очільниця Рою зергів.

## Роль у StarCraft
Керріган вперше з'являється в стратегічній грі реального часу StarCraft як офіцер однієї з протиборчих сторін — раси терранів, що являє собою відгалуження людства. Вона приєднується до повстанців "Синів Корхалу", які борються проти Конфедерації, котра покидає напризволяще планети, заражені зергами. В цей час зближується з Джимом Рейнором, який закохується в неї.
У результаті зради лідера повстанців Арктура Менгска її захоплює раса комахоподібних зергів, які перетворюють її на злісну істоту — Королеву Клинків, що поєднує ознаки террана і зерга. Ця істота стала воєначальницею Рою зергів під час їх навали на державу Домініон, проголошену Менгском на руїнах Конфедерації.
У ході розвитку сюжету ігрового доповнення StarCraft: Brood War, після вбивства протоссами керівного організму зергів Надрозуму, вона повертає самосвідомість і захоплює владу над Роєм. У цей час стається напад Об'єднаного Земного Директорату з метою винищити зергів, протоссів, та приєднати Домініон. Керріган іде на співпрацю з Джимом Рейнором, армією Домініону та протоссів, однак щойно добивається переваги, зраджує їх. У новелізації "Повстання" і «Хрестовий похід Ліберті» більш докладно описано життя Керріган до її перетворення, в той час як роман "Королева Клинків" доповнює її образ після перетворення.
Історія Сари триває в грі StarCraft II: Wings of Liberty, де з'ясовується її причетність до пророцтва раси зел'наґа про повернення невідомої злої сили. В фіналі гри Джим і його союзники повертають Сарі Керріган людську подобу за допомогою зібраного по частинах артефакту зел'наґа.
У доповненні StarCraft II: Heart of the Swarm Керріган відіграє центральну роль, прагнучи помститися Менгску за зраду і вбивство (як вважає) Рейнора. Вона проявляє жорстокість і підступність, об'єднуючи Рій та нападаючи на протоссів з терранами. Сара врешті приймає рішення знову стати Королевою Клинків, для чого розшукує рідну планету Зергів, де містяться чисті зразки ДНК цієї раси. Їй вдається дізнатися про палого зел'наґа Амона, що спотворив зергів і створив Надрозум задля здійснення загадкового плану. Виявляється, Надрозум створив Королеву Клинків у намаганні звільнитися від влади Амона. Наприкінці гри вона дізнається, що Рейнор живий, і визволяє його, але той відвертається від Сари, бачачи ким вона стала. Зрештою зерги атакують столицю Домініону, але Рейнор, прибувши на підмогу, переконує Королеву Клинків стати людянішою. Вона вбиває Менгска і мириться з Рейнором, але ставить вище за стосунки з ним повести Рій на боротьбу із загадковим Амоном. Події між Wings of Liberty і Heart of the Swarm, в тому числі розвиток відносин Сари і Джима Рейнора, описує новелізація «Точка загоряння».
В ході StarCraft II: Legacy of the Void Сара розшукує Амона і дістається до місця сплячки зел'наґа, де знаходить їх усіх мертвими. Амон, прагнучи перервати цикли розвитку життя, якими керували зел'наґа, винищив побратимів та безтілесно оселяється в телепатичній мережі протоссів Кхалі. Об'єднавшись із нечисленними вцілілими протоссами й терранами, Керріган допомагає знищити підконтрольні Амону сили. Коли Амона вдається вигнати у вимір Порожнечі, Сара закликає союзників вирушити слідом, щоб знищити палого зел'наґа остаточно. В Порожнечі вона зустрічає останнього зел'наґа, який визнає в Сарі гідну стати новою зел'наґа і продовжити цикли життя. Він дає їй свою силу, з якою Сара знищує Амона. Ставши вищою істотою, зел'наґа, вона забезпечує розквіт різноманітного життя в галактиці, а через два роки забирає Джима до себе.

## Характеристика персонажа
Через свій винятковий високий псі-потенціал Керріган ще дитиною була використана військовими Конфедерації терранів в програмі з вивчення псі-здібностей; в керівництві користувача StarCraft говориться, що у неї ніколи не було шансу на нормальне життя. Жорстокі виснажливі тренування і використання нейроімплантів для контролю над її здібностями зробили її замкнутою і відлюдькуватою жінкою, проте дуже кмітливою. Керріган не раз доводила, що є хоробрим солдатом  і досвідченим тактиком. Вона виступає моральним персонажем, прикладом служить її негативне ставлення до тактики використання зергів проти сил Конфедерації.
Однак після переродження Керріган звільняється від яких би то не було моральних заборон — так само як і від закладених ученими Конфедерації психологічних бар'єрів. Керована ненавистю до терранів, які покинули її на вірну смерть, і інстинктами зергів, Сара стає цинічною, жорстокою і підступною Королевою Клинків. Давши оцінку поведінці Керріган, сайт WomenGamers.Com назвав її «злісною, жорстокою, хитрою, підступною, глузливою і самовпевненою», що в поєднанні з її вродженим інтелектом робить її надзвичайно розважливою і підступною інтриганкою. Керріган також стала більш агресивною, її насолода ближнім боєм настільки велика, що в одному з епізодів роману "Королева Клинків" вона починає мимоволі злизувати з пальців кров своїх жертв. Переродження Керріган торкнулося і її стилю спілкування. Якщо, будучи терранкою, вона воліла розмовляти у діловому та розмовному стилі, то, ставши Королевою Клинків, перейшла на піднесений стиль з архаїчними конструкціями, властивий також Надрозуму зергів. Навіть бажаючи образити співрозмовника (Тассадара), вона не вдається до розмовних виразів.

## Зовнішність
Керріган до зараження зображається як витончена і смертельно небезпечна жінка, надзвичайно швидка і атлетична, з нефритово-зеленими очима і яскраво-рудим волоссям, зазвичай зібраними в хвіст. Роман "Королева Клинків" описує її риси обличчя як занадто грубі, щоб бути красивими, але при цьому примітні та які відмінно підходять для її особистості. Керріган рідко можна було побачити без її броні — облягаючого захисного костюма, спеціально розробленого для спецпризначенців «привидів» і обладнаного персональним масківним пристроєм. Перебуваючи не при виконанні, вона носила легку робочу майку, потерті бавовняні штани з сірою шкіряною курткою і високими шкіряними черевиками. Але навіть у такі моменти Керріган не лишалася беззбройною, при ній завжди був хоча б бойовий ніж.
Мутація призвела до значних змін зовнішнього вигляду Керріган. При збереженні зросту, статури і рис обличчя, її шкіра, згідно з описом з "Королеви Клинків", стала строкато-зеленою і покрилася блискучим захисним панциром. Очі її поміняли колір з натурального зеленого на яскраво-жовтий, волосся перетворилися в сегментовані, як лапи комах, відростки. Пальці Королеви Клинків озброєні втяжними кігтями. У зміненої Керріган також виросли «крила», що складаються з довгастих сегментованих шипів, які досягають рівня колін. Нарівні з кігтями Керріган використовує їх у ближньому бою. В StarCraft II: Wings of Liberty, Королева Клинків має темно-коричневий панцир, крізь який просвічуються фіолетові сяйливі прожилки. На ногах вона має "каблуки" біологічного походження. Королева проявляє виняткові здібності до регенерації, відрощуючи втрачене крило за лічені секунди.
Олюднена, Сара повертається до свого колишнього вигляду, за винятком сегментованого волосся. Як зел'наґа, набуває спершу вигляду Королеви Клинків, оточеної помаранчевим сяйвом, і здатної левітувати. Ставши повноцінною зел'наґа, вона стає подібною на янгола: складеною зі світла жінкою з крилами.